# 대한민국의 인구순 군 목록
다음은 2020년현재 설치된 군의 인구순 목록이다. 현재인구는 2020년 11월 행정안전부 주민등록 인구통계기준이다.
- 이후 주민등록 인구가 나올때마다 수정해 주시길 바랍니다.
- 수도권은 빨간색■, 강원특별자치도는 파란색■, 충청북도는 연두색■, 충남·대전은 노란색■, 전라북도는 갈색■, 전남·광주는 보라색■, 대구·경북은 회색■, 부산·울산·경남은 옥색(■)으로 소속을 나타내었습니다.

| 군 명칭 | 행정구역(하위 읍면) | 현재인구  | 막대그래프 | 비고                             |
| ------- | ------------------- | --------- | ---------- | -------------------------------- |
| 달성군  | 6읍 3면             | 258,945명 |            | 군 인구 최다, 읍면 개수 공동 1위 |
| 울주군  | 6읍 6면             | 222,540명 |            | 읍면 개수 공동 1위               |
| 기장군  | 3읍 2면             | 173,918명 |            |                                  |
| 양평군  | 1읍 11면            | 118,778명 |            | 도 산하 군 인구 1위              |
| 칠곡군  | 3읍 5면             | 114,951명 |            | 경북 군 1위                      |
| 홍성군  | 3읍 8면             | 99,890명  |            | 충남 군 1위, 충남도청 소재       |
| 음성군  | 2읍 7면             | 93,310명  |            | 충북 군 1위                      |
| 완주군  | 3읍 10면            | 91,445명  |            | 전북 군 1위                      |
| 무안군  | 3읍 6면             | 85,245명  |            | 전남 군 1위, 전남도청 소재       |
| 진천군  | 2읍 5면             | 83,621명  |            |                                  |
| 예산군  | 2읍 10면            | 78,146명  |            |                                  |
| 홍천군  | 1읍 9면             | 69,192명  |            | 강원 군 1위                      |
| 강화군  | 1읍 12면            | 69,074명  |            |                                  |
| 해남군  | 1읍 13면            | 68,966명  |            |                                  |

새막대의 길이는 천의자리=1로하여 나타내시길 바랍니다. (예시:달성군(258,945명= 258.945) 